# Liste der Schaltzeichen

## Allgemeine Symbole

### Veränderbarkeit
| Bild nicht vorhanden | Linear verstellbar  |
| Bild nicht vorhanden | Abgleichbar und neu |

### Wirkungsrichtung
| Bild nicht vorhanden | Simplex in eine Richtung                           |
| Bild nicht vorhanden | Vollduplex in beide Richtungen gleichzeitig        |
| Bild nicht vorhanden | Halbduplex wahlweise in eine von beiden Richtungen |

### Abhängigkeit
| < | Wirkung wenn die Größe kleiner als angegeben ist |
| > | Wirkung wenn die Größe größer als angegeben ist  |
| = | Wirkung wenn die Größe gleich als angegeben ist  |

### Wirkungs- und Abhängigkeitsarten
| Bild nicht vorhanden | Thermische Wirkung         |
| Bild nicht vorhanden | Elektromagnetische Wirkung |
| Bild nicht vorhanden | Magnetostriktive Wirkung   |

### Strahlung
| Bild nicht vorhanden | Strahlung allgemein    |
| Bild nicht vorhanden | Strahlung einfallend   |
| Bild nicht vorhanden | Strahlung austretend   |
| Bild nicht vorhanden | Lichtstrahlung         |
| Bild nicht vorhanden | Ionisierende Strahlung |
| Bild nicht vorhanden | Wärmestrahlung         |

## Mechanische Symbole

### Stellteile
| oder | Wirkverbindung allgemein; mechanisch, pneumatisch oder hydraulisch |
| oder | Verzögernde Wirkung                                                |
|      | Beidseitige mechanische Verzögerung                                |
|      | selbständiger Rückgang in Richtung des kennzeichnenden Dreiecks    |
|      | Raste nicht selbständiger Rückgang                                 |
|      | Mechanische Verriegelung von zwei Wirkverbindungen                 |
|      | Sperre nicht verklinkt                                             |
|      | Sperre verklinkt                                                   |
|      | Blockiereinrichtung allgemein                                      |
|      | Kupplung allgemein                                                 |
|      | Kupplung gelöst                                                    |
|      | Kupplung gekuppelt; verbunden                                      |
|      | Bremse allgemein                                                   |
|      | Bremse eingelegt; bremsend                                         |
|      | Bremse gelöst                                                      |
|      | Getriebe                                                           |
|      | Mitnehmer                                                          |
|      | Rutschkupplung                                                     |

### Antriebsarten
|  | Handantrieb allgemein                                                                                |
|  | Betätigung durch Ziehen                                                                              |
|  | Betätigung durch Drücken                                                                             |
|  | Betätigen durch Annäherung z. B. Näherungsschalter                                                   |
|  | Betätigen durch Berührung                                                                            |
|  | Notschalter                                                                                          |
|  | Betätigung durch Schlüssel                                                                           |
|  | Betätigung durch Nocken vgl. Nockenwelle                                                             |
|  | Kraftantrieb Betätigung durch gespeicherte mechanische Energie (z. B. mechanische Feder, Schwungrad) |
|  | Kraftantrieb mit Handaufzug                                                                          |
|  | Schaltschloss mit mechanischer Freigabe                                                              |
|  | Schaltschloss mit elektromechanischer Freigabe                                                       |
|  | Pneumatische oder hydraulische Betätigung in Pfeilrichtung                                           |
|  | Betätigung durch elektromechanischen Antrieb                                                         |
|  | Betätigung durch elektromagnetischen Überstromschutz                                                 |
|  | Betätigung durch thermischen Antrieb z. B. Bimetall-Relais                                           |
|  | Betätigung durch Motor                                                                               |
|  | Betätigung durch Flüssigkeitspegel                                                                   |
|  | Betätigung durch Strömung allgemein                                                                  |

## Liste der Schaltzeichen (Elektrik/Elektronik)
siehe Hauptartikel: Liste der Schaltzeichen (Elektrik/Elektronik)

## Liste der Schaltzeichen (Fluidtechnik)
siehe Hauptartikel: Liste der Schaltzeichen (Fluidtechnik) und dort v. a. Mess- und Anzeigegeräte (Messglieder)

## Liste der Schaltzeichen (Anlagen- und Verfahrenstechnik)
siehe Hauptartikel: R&I-Fließschema

## Liste der Schaltzeichen (Mess-, Steuer- und Regelungstechnik)
siehe Hauptartikel: Liste der Schaltzeichen (Mess-, Steuer- und Regelungstechnik)

## Schaltzeichen der Eisenbahnsicherungstechnik
siehe Hauptartikel: Schaltzeichen der Eisenbahnsicherungstechnik 